# 布拉基

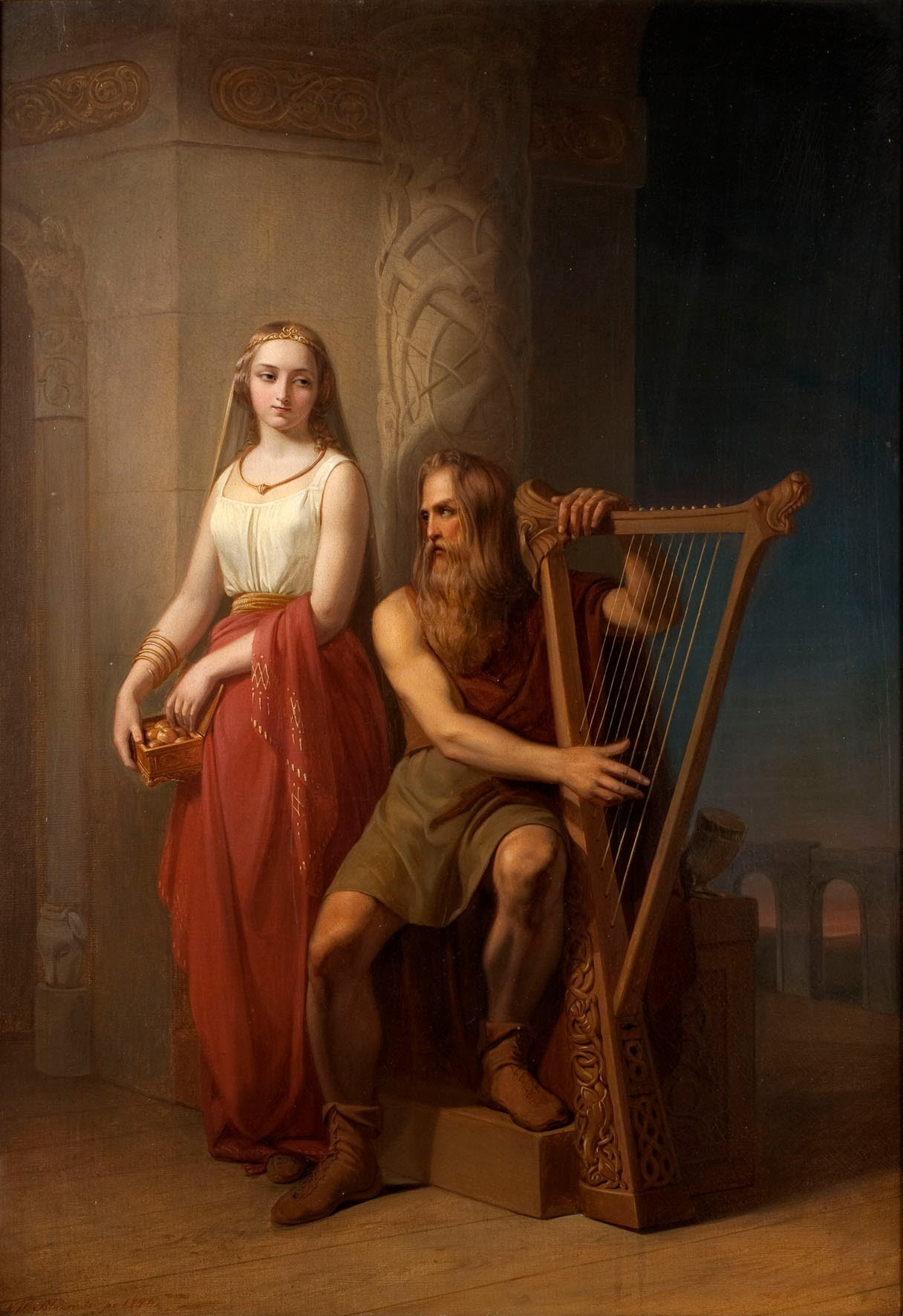
布拉基與妻子伊登，由19世紀的瑞典畫家Nils Blommér所繪

布拉基（Bragi）是北歐神話中掌管詩詞、智慧與雄辯之神，也是主神奧丁之子。布拉基的妻子是青春女神伊登，也是阿斯嘉特萬年花園的主人。 